# Duet for One (toneelstuk)
Duet for One is een psychologisch toneelstuk van Tom Kempinski in twee bedrijven, voor het eerst opgevoerd in het Londense Bush Theatre in 1980. Het is een stuk voor twee acteurs (een ‘two-hander’) zonder decorwissels, dat zich compleet in de spreekkamer van een psychiater afspeelt. De scènes bestaan uit zes consultaties, drie in elk bedrijf. De beroemde en rijke violiste Stephanie Abrahams moet haar carrière wegens ziekte opgeven. Muziek betekende alles voor haar en ze weigert in te zien dat haar leven nu een andere invulling nodig heeft. Haar Duitse psychiater tracht voorzichtig haar mentale barrières te doorbreken om haar tot nieuwe inzichten te brengen. Thematisch is het stuk geïnspireerd door het leven van celliste Jacqueline du Pré.

## Samenvatting
Het decor wordt gedetailleerd beschreven als een verzorgde kamer met duur meubilair. Doctor Feldmann heeft een schrijftafel met bureaulamp en kasten vol boeken en tijdschriften, plus een muziekinstallatie met elpees en muziekcassettes. Er staat een ligbank voor patiënten in de kamer, maar Stephanie Abrahams zit vrijwel doorlopend in haar rolstoel. Als toneelmuziek wordt een vioolsonate van Bach aanbevolen.

### Eerste bedrijf
Stephanie Abrahams, een wereldwijd vermaarde violiste, komt in haar rolstoel op consultatie bij doctor Alfred Feldmann. Ze lijdt aan multiple sclerose en kan niet meer concerteren; haar man, de componist David Liebermann, heeft haar deze psychiater aangeraden omdat hij een groot liefhebber van klassieke muziek is. Juffrouw Abrahams (zoals ze erop staat dat hij haar noemt) doet haar uiterste best om positief en vooruitziend over te komen en vertelt Feldmann over haar plannen om vioollessen te geven en secretariaatswerk voor haar man te gaan doen. Feldmann, die te allen tijde volstrekt onverstoorbaar blijft, doorziet meteen dat dit een façade is en schrijft haar antidepressiva voor. Hij stelt haar indringende vragen over haar huwelijk en haar jeugd, waarop ze verontwaardigd reageert. Ofschoon Abrahams halsstarrig ontkent dat er een probleem is, komt ze twee weken later terug voor een nieuwe consultatie. Beetje bij beetje tracht Feldmann dieper te graven en haar te bewegen tot nadenken over wat ze echt voelt. Hij vraagt haar wat haar ouders van haar muzikale aspiraties vonden en ze vertelt dat haar artistieke moeder, die stierf toen haar dochter negen was, haar sterk aanmoedigde, terwijl haar vader, een chocolatier, een hekel aan vioolmuziek had en ‘muzikant’ niet als een ernstige beroepskeuze beschouwde. Stephanie stelt zich uiterst defensief op wanneer Feldmann beweert dat haar huwelijk misschien onder haar ziekte lijdt. Ze staat op uit haar rolstoel en wil de deur uit lopen, maar komt ten val. Doctor Feldmann wil haar recht helpen, maar ze schreeuwt hem toe hij haar niet mag aanraken. Tijdens de derde sessie, waarin Stephanie met haar rug naar de psychiater zit, vertelt ze over haar strijd tegen haar kleinburgerlijke vader, die haar sloeg en haar muzikale carrière op iedere denkbare wijze trachtte te dwarsbomen. Deze oorlog heeft ze echter gewonnen, en ze is trots dat ze haar vader, voor wie ze geen enkele sympathie meer voelde, uiteindelijk klein heeft gekregen. Het eerste bedrijf eindigt met Stephanie die extatisch over muziek praat. Wanneer ze zegt dat ze nooit meer viool zal kunnen spelen, barst ze in tranen uit.

### Tweede bedrijf
In de vierde consultatie ziet juffrouw Abrahams er verwaarloosd uit. Ze beschimpt en beledigt doctor Feldmann en zegt nonchalant dat ze haar pillen nauwelijks nog neemt. Haar plannen zijn in het water gevallen: ze heeft twee studenten van haar vioolles eruit gegooid, die volgens haar volstrekt talentloos waren. Haar idee om haar man te helpen is eveneens mislukt; hij heeft immers een secretaresse die alle planning voor hem uitvoert en daar veel beter in is dan zij. Chagrijnig verklaart ze dat de moderne muziek van haar man haar nooit bevallen is: die ‘atonale twaalftoonsrotzooi’ werkt haar enorm op de zenuwen. Haar taalgebruik wordt geleidelijk grover. Ze maakt cynische opmerkingen over patiënten van Feldmann die dankzij zijn goede zorgen wellicht zelfmoord hebben gepleegd. Tijdens de vijfde consultatie maakt Stephanie voor het eerst een werkelijk depressieve indruk. Ze heeft haar viool weggegeven; ze is ervan overtuigd dat haar succes aan haar imago te danken was, niet aan haar daadwerkelijke vaardigheden. Feldmann houdt een lange monoloog over de zin van het leven en hoe de opvattingen daarover sedert de prehistorie veranderd zijn. Hij heeft, zo zegt hij, geen problemen met religieuze ideeën indien zijn patiënten daarmee gebaat zijn, maar het enige aantoonbare doel van het leven is het leven zelf: juffrouw Abrahams moet een ‘levensactiviteit’ vinden. Zij antwoordt laconiek dat ze een affaire heeft met een handelaar in schroot en oude metalen. Hij is volgens haar weliswaar een filistijn die zich nooit wast en alleen van commerciële popmuziek houdt, maar hij ‘neukt haar goed’, want hij kickt op het feit dat ze er door haar ziekte bij ligt als een aardappelzak. Daarenboven beweert ze blij te zijn dat ze zoveel over metalen heeft bijgeleerd. Nu lijkt Feldmann persoonlijk betrokken en voor het eerst schijnt hij kwaad te worden. Hij herkent dit destructieve gedrag maar al te goed en somt haar verschillende manieren op waarop patiënten van hem daadwerkelijk zelfmoord hebben gepleegd. Juffrouw Abrahams staat op de rand van de suïcide indien ze haar leven niet over een andere boeg gooit en deze sarcastische uitvluchten niet achterwege laat. Ze belooft hem, dit te proberen. In de laatste consultatie heeft Stephanie weer een verzorgd uiterlijk en schone kleren. Ze bedankt hem formeel voor zijn werk en vertrouwt hem toe dat haar wereld instortte toen haar moeder stierf en dat ze met muziek een alternatieve wereld voor haarzelf had geschapen. Ze gelooft echter niet dat Feldmann haar verder kan helpen en wil de therapie bij dezen beëindigen. Feldmann vraagt haar stoïcijns of ‘dezelfde tijd volgende week’ goed is. 

## Opvoeringen
De officiële première vond plaats op 23 september 1980 in het Duke of York's Theatre in Covent Garden in een regie van Roger Smith, met Frances de la Tour en David de Keyser als Abrahams en Feldmann. Duet for One werd geschreven in een periode waarin toneelstukken over beperkingen in de mode waren. Het stuk wordt sedertdien geregeld opgevoerd en in het algemeen positief onthaald voor zijn diepgravende en herkenbare psychologische realisme, zonder tranerig of sentimenteel te worden. In 1986 werd het stuk bewerkt tot een film met Julie Andrews en Max von Sydow in de hoofdrollen.